# 哈姆雷特 (內布拉斯加州)
哈姆雷特（英語：Hamlet）是位於美國內布拉斯加州海斯縣的村。

## 人口
根據2020年美國人口普查的數據，哈姆雷特的面積為0.81平方千米，皆為陸地。當地共有人口27人，而人口密度為每平方千米33人。